# HD67456
HD67456 — хімічно пекулярна зоря спектрального класу A3, що має видиму зоряну величину в смузі V приблизно  5,4.
Вона  розташована на відстані близько 1221,6 світлових років від Сонця.

## Фізичні характеристики
Зоря HD67456 обертається 
порівняно повільно 
навколо своєї осі. Проєкція її екваторіальної швидкості на промінь зору становить  Vsin(i)= 21км/сек.